# Arvid Adamsson
Arvid Erland Julius Adamsson, född 17 februari 1914, död 14 januari 2007 i Björkekärr, var en svensk tävlingscyklist och långdistanslöpare. Adamsson var först långdistanslöpare och inledde sin cykelkarriär vid 25 års ålder. Han kom att vinna det svenska mästerskapets femmil i landsvägscykling 1942 och 1948 och tog silver 1940, 1944, 1945 och 1949. Han vann omkring 50 tävlingslopp, bland annat Backamoloppet 1948 och Säröloppet nio gånger. Han tävlade för Göteborgs CA. Han var även ledare för Hisingens Cykelklubb som grundades 1952 med Adamson som inspirationskälla.
Han var den första SM-vinnaren i cykel från Göteborg och är invald i Göteborgsidrottens ”Hall of Fame” på Kviberg. Efter den aktiva karriären drev han Adams Sport i Göteborg. Adams Sport grundades på Hisingen och fanns senare på Stora Nygatan.
Adamsson var sambo med konsertpianisten Gerd Pagrotsky som är Leif Pagrotskys mamma. Arvid Adamsson är begravd på Lundby gamla kyrkogård i Göteborg.